# Łubnica Łomżyńska
Łubnica Łomżyńska – nieczynny przystanek osobowy a dawniej także mijanka w miejscowości Łubnice-Krusze na linii kolejowej nr 36, w województwie podlaskim, w Polsce. 
Przystanek znalazł się na liście podstawowej obiektów przewidzianych do przebudowy w ramach Rządowego Programu budowy lub modernizacji przystanków kolejowych na lata 2021-2025.